# Messina (1864)
Panserskibet Messina indgik i den anden serie af panserskibe i den nye italienske marine, der blev skabt, da Italien blev samlet i 1861. Skibet blev bestilt i september 1861 som søsterskib til kongeriget Sardiniens fregat Principe Umberto. Da landet nu var samlet, kunne det bygges på kongeriget Begge Siciliers flådeværft i Castellamare. Mens det var under bygning, blev designet ændret, så det i stedet blev søsat som et panserskib. Navnet henviser til byen Messina på Sicilien.

## Tjeneste
Messina fik nyt og kraftigere artilleri omkring 1870, og skibet udgik af tjeneste i 1880.